# Larisa Korobeinikova
Larisa Viktorovna Korobeinikova (rusă Лариса Викторовна Коробейникова, n. 26 martie 1987, Kurgan, RSFS Rusă, URSS) este o scrimeră rusă specializată pe floretă, vicecampioană olimpică pe echipe la Londra 2012 și campioană mondială pe echipe în 2011 și în 2016.

## Palmares
Clasamentul la Cupa Mondială
| An  | 2005 | 2006 | 2007 | 2008 | 2009 | 2010 | 2011 | 2012 | 2013 | 2014 | 2015 |
| --- | ---- | ---- | ---- | ---- | ---- | ---- | ---- | ---- | ---- | ---- | ---- |
| Loc | 123  | 233  | 137  | 50   | 22   | 15   | 24   | 31   | 5    | 9    | 7    |

## Legături externe
Materiale media legate de Larisa Korobeinikova la Wikimedia Commons
- Prezentare la Federația Rusă de Scrimă
- Prezentare Arhivat în 11 august 2014, la Archive.is la Confederația Europeană de Scrimă
- en Larisa Korobeinikova la Olympedia.org